# Teucholabis (Teucholabis) longisetosa
Teucholabis (Teucholabis) longisetosa is een tweevleugelige uit de familie steltmuggen (Limoniidae). De soort komt voor in het Neotropisch gebied.